# Hermann Rorschach
Pour les articles homonymes, voir Rorschach.

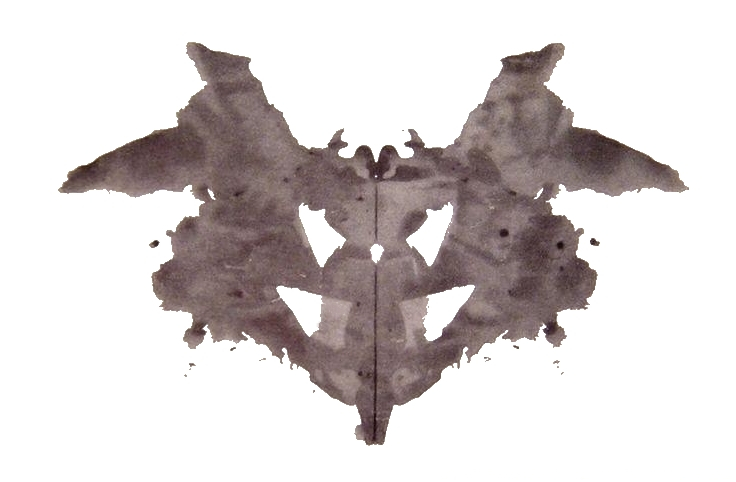
Tâche utilisée lors d'un test de Rorschach (planche I)

Hermann Rorschach (né à Zurich (canton de Zurich) le 8 novembre 1884 et mort à Herisau (canton d'Appenzell Rhodes-Extérieures) le 2 avril 1922) est un psychiatre et psychanalyste suisse, renommé pour avoir mis au point un test projectif de psychodiagnostic connu comme le test de Rorschach.

## Biographie
Né d'un père professeur d'art, Hermann Rorschach est lui-même doué pour cette matière. Au gymnasium, il est surnommé « Klex » ou « Klecks » (« tache ») en raison de son intérêt porté pour la klecksographie. Excellent dessinateur et passionné de peinture, il hésite entre cette voie et les études médicales et choisit finalement la médecine en se spécialisant en psychiatrie. En 1906, il soutient une thèse sur les hallucinations réflexes sous la direction d'Eugen Bleuler.
Intéressé par la culture russe, il travaille une année en Russie puis, pour des raisons inconnues, il retourne vivre en Suisse.
Il travaille ensuite dans plusieurs cliniques, notamment dans le premier hôpital psychiatrique universitaire de Suisse, situé à Berne, nommé la Waldau. Puis, il est directeur adjoint de l'hôpital cantonal de Herisau  jusqu'à sa mort. Il participe à la fondation de la Société suisse de psychanalyse en 1919, avec Oskar Pfister, Emil Oberholzer et Mira Gincburg, et en devient vice-président. Il pratique la psychanalyse, sans avoir réalisé d'analyse didactique, qui n'était pas encore devenue obligatoire.
Hermann Rorschach est emporté en vingt-quatre heures par une péritonite inopérable en 1922, à l'âge de 37 ans,.

## Travaux
Hermann Rorschach a principalement travaillé à l'élaboration d'un test projectif  publié en 1921, le « test de Rorschach », destiné à évaluer les caractéristiques psychologiques d'un individu d'après la manière dont il réagit à des taches d'encre. Il compare ainsi les réponses des patients à celles d'individus normaux. Il découvre ainsi que la perception visuelle est influencée par la personnalité.

### Historique du test
Hermann Rorschach aurait connu l'ouvrage publié en 1857 par le médecin allemand Justinus Kerner, il s'agit d'un recueil de poèmes (qui deviendra populaire), chaque poème étant inspiré par une tache d'encre « accidentelle ». Le psychologue français Alfred Binet utilisait également des taches d'encre dans le cadre de tests de créativité. La typologie du psychiatre suisse Carl Gustav Jung est à l'origine de son test projectif, fondé sur les quatre tendances de la personnalité :
1. l'introversif (ou introverti) ;
2. l'extratensif (ou extraverti) ;
3. le coarté[9] (caractérisé par la faiblesse de ses énergies instinctuelles et de la résonance affective) ;
4. l'ambiéqual[10] (il alterne les tendances introversives et extratensives).

Ce test deviendra très utilisé dix années après sa mort et les théories qui le sous-tendent évolueront considérablement depuis. Il est, avec le TAT, le test projectif le plus utilisé (ils sont complémentaires et souvent passés ensemble) par des psychologues cliniciens dans le cadre d'un examen psychologique[réf. nécessaire].
En 2004, le psychiatre Christian Müller et Rita Signer publient un ouvrage retraçant la chronologie des travaux de Rorschach, de 1902 à 1922, avec l'édition de 231 correspondances classées.

## Publications
Parutions en allemand
- (de) Ueber Reflexhalluzinationen und verwandte Erscheinungen [« Sur les hallucinations réflexes et les phénomènes associés »] (Thèse), Berlin, [s.n.], 1912, 49 p., in-8° (BNF 37299121, lire en ligne).
- (de) Psychodiagnostik : Methodik und Ergebnisse eines wahrnehmungsdiagnostischen. Experiments : Deutenlassen von Zufallsformen [« Psychodiagnostic : méthodologie et résultats d'un diagnostic perceptif. Expériences : Interprétation de la formule aléatoire »], Bern, Morgenthaler / Ernst Bircher Verlag (réimpr. 1932 [2e éd.],1937 [3e éd.], 1941 [4e éd.]) (1re éd. 1921), 174 p., 24 cm (OCLC 496082671, BNF 32583551, SUDOC 011722576, présentation en ligne).
- (de) Zwei schweizerische Sektenstifter (Binggeli-Unternährer) [« Deux donateurs de la société suisse (Binggeli-Unternährer) »], Nach Vorträgen in der Schweizerischen Gesellschaft für Psychoanalyse von Rorschach [« Après des conférences à la Société Suisse de Psychanalyse par Rorschach »], Leipzig / Wien / Zürich, Internationaler psychoanalytischer Verlag, 1927, 51 p., in-8° (OCLC 491802278, SUDOC 063838974, présentation en ligne, lire en ligne).
- (de) H. Rorschach, Christian Müller et Rita Signer (édits. scientifiques), Briefwechsel [« Correspondance »], Bern / Seattle / Toronto, H. Huber, 2004, 488 p., 24 cm (ISBN 3-456-84044-6, OCLC 492633420, SUDOC 110808444, présentation en ligne).

Parution en anglais
- (en) Psychodiagnostics : a diagnostic test based on perception  (trad. Paul Lemkau et Bernard Kronenberg, publié à titre posthume par le Dr Emil Oberholzer), Berne / New York, Verlag Hans Huber / Grune & Stratton (réimpr. 1942 [2e éd.], 1951 [6e éd.], 1994) (1re éd. [s.d.]), 238 p., in-8° (OCLC 490812464, BNF 32583553, SUDOC 051790459, présentation en ligne, lire en ligne).

Parutions en français
- H. Rorschach, Emil Oberholzer et Cécile Beizmann (éd. scientifique) (trad. André Ombredane et Augustine Landau, préf. Walter Morgenthaler), Psychodiagnostic : méthodes et résultats d'une expérience diagnostique de perception (interprétation libre de formes fortuites), Paris, Presses universitaires de France, coll. « Bibliothèque scientifique internationale (Section psychologie) » (réimpr. 1947 et 1953 [4e éd.], 1962 [3e éd.], 1967, 1976 [5e éd.], 1987 [6e éd.], 1994 [7e éd.], 1996 [8e éd.], 2000 [9e éd.]) (1re éd. [s.d.]), XXIV-372 p., 23 cm (ISBN 2-13-045561-1, OCLC 718061201, BNF 33158671, SUDOC 066022592, présentation en ligne).
- H. Rorschach, N. Canivet et G. Gatier (Adaptateurs), Psychodiagnostic de Rorschach : Manuel d'application, Paris, Éditions du Centre de Psychologie Appliquée (ECPA) (réimpr. 1962) (1re éd. 1959), 10 pl. et 13, 24 cm (OCLC 493082738, SUDOC 072814675, présentation en ligne).

## Hommages
- Georges Pérec fait intervenir un couple Rorschach dans son roman à contraintes La Vie mode d'emploi.
- Rorschach est le pseudonyme d'un des héros du roman graphique et film Watchmen, il porte un masque sur lequel on peut voir des ombres rappelant les taches de Rorschach.
- 2013 : Le 8 novembre, Google réalise un doodle pour commémorer le 129e anniversaire de sa naissance[12].